# Dalsnuten, Antarktis
Dalsnuten är en bergstopp i Antarktis. Den ligger i Östantarktis. Norge gör anspråk på området. Toppen på Dalsnuten är 2 141 meter över havet, eller 165 meter över den omgivande terrängen. Bredden vid basen är 2,3 km.
Terrängen runt Dalsnuten är kuperad åt nordväst, men åt sydost är den bergig. Trakten är obefolkad. Det finns inga samhällen i närheten. 